# BAP Arica (SS-36)
Pour les articles homonymes, voir BAP Arica.
Le BAP Arica (pennant number : SS-36) est l’un des deux sous-marins de Type 209-1100 de la Marine péruvienne. Il a été construit par le constructeur allemand Howaldtswerke-Deutsche Werft dans son chantier naval de Kiel. Il a été nommé Arica d’après la bataille d'Arica, qui a eu lieu entre le 27 mai et le 7 juin 1880 pendant la Guerre du Pacifique (1879-1884). Après des essais en mer du Nord, il est arrivé au port péruvien de Callao en 1975. Il a ensuite subi une révision à fond à Kiel en 1983 et 1984.

## Conception
Il a un déplacement de 1 180 tonnes en surface et 1 290 tonnes en immersion. Il a une longueur hors-tout de 56 m, un maître-bau de 6,3 m et un tirant d'eau de 5,5 m. En tant que sous-marin de type 209, il dispose d’un système de propulsion mixte diesel-électrique, composé de quatre moteurs diesel MTU et d’un moteur électrique Siemens, d’une puissance de 3 600 ch. Avec cela, il peut atteindre une vitesse de 10 nœuds en surface et 22 nœuds en immersion.